# Isojärvi (Kuhmoinen)
Pour les articles homonymes, voir Isojärvi.
L’Isojärvi est un lac situé sur les communes de Kuhmoinen et Jämsä, en Finlande-Centrale, en Finlande. Il fait partie du bassin du Kymijoki et se déverse dans le Päijänne. Le parc national d'Isojärvi borde une partie de ses rivages.